# Tarenna celebica
Tarenna celebica är en måreväxtart som först beskrevs av Friedrich Anton Wilhelm Miquel, och fick sitt nu gällande namn av Markus Ruhsam. Tarenna celebica ingår i släktet Tarenna och familjen måreväxter.
Artens utbredningsområde är Sulawesi. Inga underarter finns listade i Catalogue of Life.